# Enrico Bompiani
Enrico Bompiani (Roma, 12 febbraio 1889 – Roma, 22 settembre 1975) è stato un matematico italiano.

## Biografia
Compì gli studi a Roma e si laureò in matematica presso l'Università "La Sapienza" il 5 luglio 1910, discutendo una tesi concernente un problema geometrico di carattere proiettivo/differenziale nello spazio a quattro dimensioni, con il matematico Guido Castelnuovo, al quale oggi è intitolato l'Istituto di Matematica de La Sapienza. Fu proprio Enrico Bompiani, direttore dell'Istituto medesimo dal 1939 al 1959, a presentare la proposta di questa intitolazione, a nome dei colleghi matematici, in occasione della commemorazione del Castelnuovo nel 1954.
Dal 1911 al 1913 e dal 1917 al 1922 Enrico Bompiani fu assistente alla cattedra di Geometria analitica e proiettiva tenuta dal Castelnuovo nel medesimo ateneo. Negli anni 1913-1915 fu assistente alla cattedra di Geometria proiettiva e descrittiva all'Università di Pavia e fu ivi professore interno dell'Istituto Matematico.
Nel 1914 conseguì la libera docenza in "Geometria analitica" e nel 1918 ottenne il diploma di ingegneria aeronautica all'École supérieure d'aéronautique di Parigi. Partecipò alla prima guerra mondiale nell'arma dell'aeronautica militare.
Negli anni 1919 e 1920 fu professore incaricato, presso la Facoltà di Scienze, del "Corso di integrazione di Geometria analitica e proiettiva" e nell'anno 1920 - 1921 del Corso di Analisi matematica presso la Scuola Superiore di Architettura a Roma.
Vinto il concorso a cattedra per l'algebra e la geometria del 1920, nel 1922 fu chiamato alla cattedra di "Geometria analitica e proiettiva" del Politecnico di Milano. Dal 1923 al 1927 ricoprì la cattedra di "Geometria proiettiva e descrittiva" dell'Università di Bologna, ove fu anche incaricato per i corsi di "Applicazione di Geometria descrittiva" e di "Geometria superiore". Nel 1927 la Facoltà di Scienze dell'Università La Sapienza di Roma lo chiamò, su proposta di Guido Castelnuovo, a ricoprire la cattedra di "Geometria descrittiva", lasciata libera da Giulio Pittarelli. Enrico Bompiani tenne questo posto fino alla fine della sua carriera, nel 1959, alternando l'insegnamento della Geometria descrittiva con quello della Geometria analitica e proiettiva.
Nel 1931 ebbe l'incarico di "Analisi superiore"; tenne poi per molti anni l'incarico dell'insegnamento di "Geometria differenziale". Fu professore emerito dal 1964.
La vastissima produzione scientifica di Enrico Bompiani è costituita da oltre 320 pubblicazioni. Esse riguardano principalmente la Geometria differenziale e la Topologia differenziale. Degni di nota particolare gli sviluppi da lui dati alla Teoria degli elementi differenziali, sia lineari che a più dimensioni.
L'attività scientifica di Enrico Bompiani ebbe numerosi ed ambiti riconoscimenti sia in campo nazionale che internazionale. Ricevette il Premio per la Matematica dalla Fondazione Besso (1923); la Medaglia d'oro dell'Accademia nazionale delle scienze, detta dei XL (1926); il Premio reale per la Matematica conferito dall'Accademia Nazionale dei Lincei (1938); la Stella d'oro al merito della Scuola (13 settembre 1942); la Medaglia d'oro del Presidente della Repubblica (2 giugno 1956); la Medaglia d'oro per il 50.mo anniversario della fondazione dell'Unione matematica italiana (1972). Fu dottore Honoris causa dell'Università di Groninga (Paesi Bassi, 8 luglio 1964), dell'Università di Bologna (23 giugno 1966) e dell'Università di Iași (Romania, maggio 1970).
Fu membro di numerose Accademie italiane e straniere:
Accademia delle scienze dell'Istituto di Bologna (11 gennaio 1925); Accademia Nazionale dei Lincei (Socio corrispondente luglio 1935, Socio Nazionale 4 febbraio 1948); Accademia di Romania (Bucarest); Istituto Lombardo Accademia di Scienze e Lettere (Milano); Accademia delle Scienze di Torino (16 luglio 1937); Societé Royale des Sciences de Liège (21 maggio 1951); Accademia Nazionale delle Scienze detta dei XL (13 giugno 1951); Akademie der Wissenschaften di Vienna (17 maggio 1955); Académie Nationale des Sciences, Lettres et Beaux Arts de Belgique (Bruxelles, 19 giugno 1956); "Membre honorifique de la Republique Populaire Roumaine" (febbraio 1965).
Fu anche membro di numerosi comitati scientifici o di redazione:
Comitato per la Matematica e la Fisica del Consiglio Nazionale delle Ricerche (Roma 1926 - 1965); Istituto nazionale di alta matematica, INdAM (dal 1941); Annali di Matematica pura ed applicata (Bologna); Circolo Matematico di Palermo; Rendiconti di Matematica e delle sue applicazioni, (Roma dal 1926); Bollettino dell'Unione Matematica Italiana (Bologna); Zentralblatt fur Mathematik (Berlino); Archiv der Mathematik (Friburgo); Compositio Mathematica (Groninga); Tensor Society (Sapporo); Series on Pure and Applied Mathematics (Londra).
Dal 1938 al 1949 fu vice presidente dell'Unione Matematica Italiana, presidente dal 1949 al 1952 e presidente onorario dal 1952.
Dal 1951 al 1956 fu segretario dell'Unione matematica internazionale.
Dal 1948 al 1960 fu membro della Commissione Americana per gli scambi culturali con l'Italia (Programma Fulbright).
Ha tenuto numerosi corsi e conferenze in Italia e all'estero: in Europa, negli Stati Uniti e in India.
Fu per la prima volta negli Stati Uniti nel 1930, in qualità di professore visitatore presso l'Università di Chicago, dove ritornò nel 1934. Subito dopo la seconda guerra mondiale fu professore visitatore alla Missouri University di Kansas City (1946) e successivamente all'Università di Pittsburgh (Pennsylvania 1947 - 1961), della quale fu anche "A.W. Mellon Professor" dal 1959 al 1961. Dei corsi tenuti negli Stati Uniti da Enrico Bompiani restano alcuni volumi di lezioni di Geometria differenziale (Chicago 1930 e Pittsburgh 1948 e 1949).
Nel 1954 fondò il Centro internazionale matematico estivo (CIME), del quale rimase direttore sino al 1974. L'attività di questo centro, che si è avvalso dell'opera dei migliori specialisti in campo internazionale, è stata, e continua ad essere, di grandissimo aiuto e giovamento per i giovani matematici italiani e stranieri.
Tra i suoi allievi va menzionato Fabio Conforto.